# 高山鼠兔
高山鼠兔（学名：Ochotona alpina）为鼠兔科鼠兔属的哺乳动物。在中国大陆，分布于黑龙江、吉林、内蒙古、宁夏、甘肃、新疆等地，多栖息于山地针叶林、岩砾地区以及亚高山草甸、草原。该物种的模式产地在西伯利亚阿尔泰山。

## 亚种
- 高山鼠兔宁夏亚种（学名：Ochotona alpina argendata）。在中国大陆，分布于宁夏、甘肃等地。该物种的模式产地在宁夏。[2]
- 高山鼠兔小兴安岭亚种（学名：Ochotona alpina cinereofusca）。在中国大陆，分布于黑龙江等地。该物种的模式产地在黑龙江上游。[3]
- 高山鼠兔长白山亚种（学名：Ochotona alpina coreana）。在中国大陆，分布于吉林等地。该物种的模式产地在朝鲜北部。[4]
- 高山鼠兔大兴安岭亚种（学名：Ochotona alpina mantchurica）。在中国大陆，分布于内蒙古、等地。该物种的模式产地在东北地区。[5]
- 高山鼠兔阿尔泰亚种（学名：Ochotona alpina nitida）。在中国大陆，分布于新疆等地，主要栖息于山地针叶林和亚高山草甸。该物种的模式产地在西伯利亚°N,88°E,Sibe。[6]